# Ḷ
Cette page contient des caractères spéciaux ou non latins. S’ils s’affichent mal (▯, ?, etc.), consultez la page d’aide Unicode.
Ḷ (minuscule : ḷ), appelé L point souscrit, est une lettre additionnelle latine, utilisée dans l’écriture de l’asturien occidental, du suédois de Noarootsi, du thompson, et dans certaines romanisations ALA-LC.
Il s’agit de la lettre L diacritée d’un point souscrit.

## Utilisation
En asturien occidental, ḷ est utilisé dans le digramme ‹ ḷḷ ›.
Dans la translittération de l’arabe, ḷ est parfois utilisé pour transcrire le lām emphatique, une consonne spirante latérale alvéolaire voisée pharyngalisé du nom ‹ اللّٰه ›, Aḷḷah.
En tamasheq et tadaksahak, ḷ représente une consonne spirante latérale alvéolaire voisée pharyngalisé, par exemple aḷăm, « dromadaire » en tamasheq.

## Représentations informatiques
Le L point souscrit peut être représente avec les caractères Unicode suivants :
- précomposé (latin étendu additionnel) :

| formes    | représentations | chaînes de caractères | points de code | descriptions                             |
| --------- | --------------- | --------------------- | -------------- | ---------------------------------------- |
| capitale  | Ḷ               | Ḷ                     | U+1E36         | lettre majuscule latine l point souscrit |
| minuscule | ḷ               | ḷ                     | U+1E37         | lettre minuscule latine l point souscrit |

- décomposé (latin de base, diacritiques) :

| formes    | représentations | chaînes de caractères | points de code | descriptions                                         |
| --------- | --------------- | --------------------- | -------------- | ---------------------------------------------------- |
| capitale  | Ḷ               | L◌̣                    | U+004C U+0323  | lettre majuscule latine l diacritique point souscrit |
| minuscule | ḷ               | l◌̣                    | U+006C U+0323  | lettre minuscule latine l diacritique point souscrit |

## Sources
- (ast) Academia de la Llingua Asturiana, Normes ortográfiques, Oviedo/Uviéu (Espagne), 2012, 7e éd. (1re éd. 1981) (ISBN 978-84-8168-532-9, lire en ligne)